# 1968年メキシコシティーオリンピックのカナダ選手団
1968年メキシコシティーオリンピックのカナダ選手団（1968ねんメキシコシティーオリンピックのカナダせんしゅだん）は、1968年10月12日から10月27日にかけてメキシコの首都メキシコシティーで開催された1968年メキシコシティーオリンピックのカナダ選手団、およびその競技結果。

## 概要
今大会は金メダル1個、銀メダル3個、銅メダル1個の合計5個のメダルを獲得した。

## メダル
| メダル | 選手名                                                                  | 競技 | 種目                   |
| ------ | ----------------------------------------------------------------------- | ---- | ---------------------- |
| 銀     | ラルフ・ハットン                                                        | 競泳 | 男子400m自由形         |
| 銀     | エレーヌ・タナー                                                        | 競泳 | 女子100m背泳ぎ         |
| 銀     | エレーヌ・タナー                                                        | 競泳 | 女子200m背泳ぎ         |
| 銅     | アンジェラ・コクラン マリリン・コーソン エレーヌ・タナー マリオン・レイ | 競泳 | 女子4×100m自由形リレー |